# عقس
عَقَس (الاسم العلمي: Pterocephalus)، جنس نباتات مُزهرة من فصيلة الخمانية. وهي تتكون من الأعشاب والشجيرات، وتشمل 25 نوعًا يترواح وجودها من البحر الأبيض المتوسط إلى آسيا الوسطى وجبال الهيمالايا وغرب الصين وأفريقيا الاستوائية.
الاسم العلمي مشتق من اليونانية πτερον ،pteron، جناح، و κεφαλη ،kephale، رأس، في إشارة إلى وعاء الزهور الزغبي أو الخشن.

## الأنواع
- Pterocephalus arabicus
- Pterocephalus bretschneideri
- Pterocephalus brevis
- Pterocephalus hookeri
- Pterocephalus papposus
- Pterocephalus perennis
- Pterocephalus plumosus
- Pterocephalus pulverulentus
- Pterocephalus spathulatus
- Pterocephalus dumetorum - Mountain scabious
- Pterocephalus lasiospermus
- Pterocephalus porphyranthus
- Pterocephalus virens